# André Campaes
Pas d'image ? Cliquez ici

a Compétitions nationales et continentales officielles uniquement.

b Matchs officiels uniquement.
Dernière mise à jour le 17 septembre 2022.
André Campaes, est né le 30 mars 1944 à Lourdes. C’est un ancien joueur de rugby à XV, qui a joué avec l'équipe de France de 1965 à 1973, évoluant au poste de trois-quarts aile (1,80 m pour 80 kg). Il joua avec le club du FC Lourdes.

## Carrière

### En club
- FC Lourdes

### En équipe de France
Il a disputé son premier test match le 27 mars 1965, contre l'équipe du Pays de Galles, et son dernier test match fut contre l'équipe de Nouvelle-Zélande, le 10 février 1973.

## Palmarès

### En club
- Championnat de France de première division : 
  - Champion (1) : 1968
- Challenge Yves du Manoir :
  - Vainqueur (2) : 1966 et 1967

### En équipe de France
- 14 sélections
- 4 essais (12 points)
- Sélections par année : 1 en 1965, 1 en 1967, 8 en 1968, 2 en 1969, 1 en 1972, 1 en 1973
- Tournois des Cinq Nations disputés : 1965, 1968, 1969
- Grand Chelem en 1968
- Tournée en Nouvelle-Zélande & Australie en 1968